# Piasta I
Piasta I – osiedle w Białymstoku.

## Opis granic osiedla
Od ul. Dalekiej ulicą Towarową, wzdłuż torów kolejowych do ogródków działkowych, wzdłuż ogródków działkowych, ścianą lasu do cieku wodnego, ciekiem wodnym do rz. Dolistówki, rzeką Dolistówką do Warmińskiej, ulicą B. Chrobrego, Skorupską, Daleką do ulicy Towarowej.

## Ulice i place znajdujące się w granicach osiedla
Chrobrego Bolesława – nieparzyste, Czarnieckiego Stefana, Daleka – parzyste, Ks. St. Andrukiewicza, Mieszka I, Piasta – nieparzyste 23-39, 115-129, parzyste 50-52, 130-154, Piastowska – nieparzyste 11-23, parzyste 2, Plac Ducha Świętego, Skorupska – parzyste, Spacerowa, Sybiraków, Towarowa – parzyste 4-28, Wołyńska 144.

## Obiekty i tereny zielone

### Szkoły
- Szkoła Podstawowa nr 10 im. Izabeli Branickiej – ul. Spacerowa 6[2]
- Szkoła Podstawowa nr 19 im. Mieszka I – ul. Mieszka I 18
- Społeczna Szkoła Podstawowa nr 1 STO – ul. Mieszka I 5
- Szkoła Estradowa im. Anny German – ul. Piastowska 11

### Organizacje i miejsca użytku publicznego
- Klub Zenit – ul. Mieszka I 16
- Dom Kultury Zachęta – ul. Piastowska 11A
- Biblioteka filia nr 6 Książnicy Podlaskiej – ul. Piastowska 11A
- Filia numer 1 Miejskiego Ośrodka Pomocy Rodzinie w Białymstoku - ul. Mieszka I 8C[3]

### Świątynie

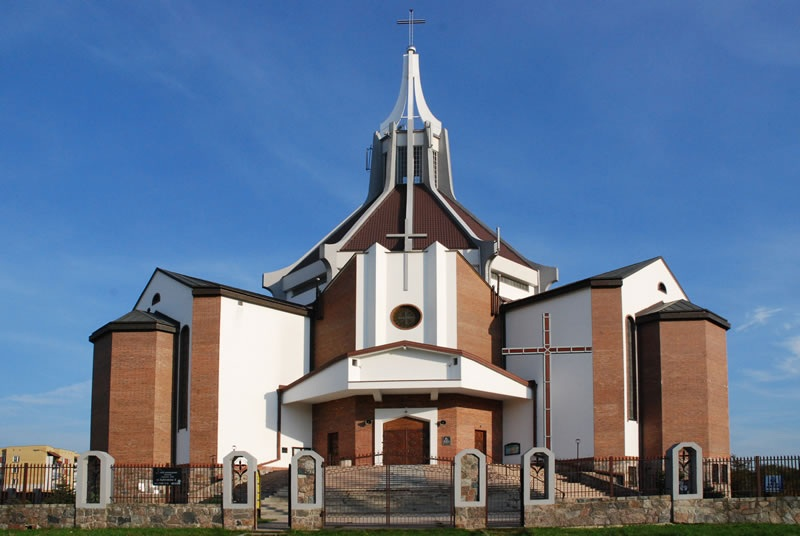
Kościół pw. Ducha Świętego

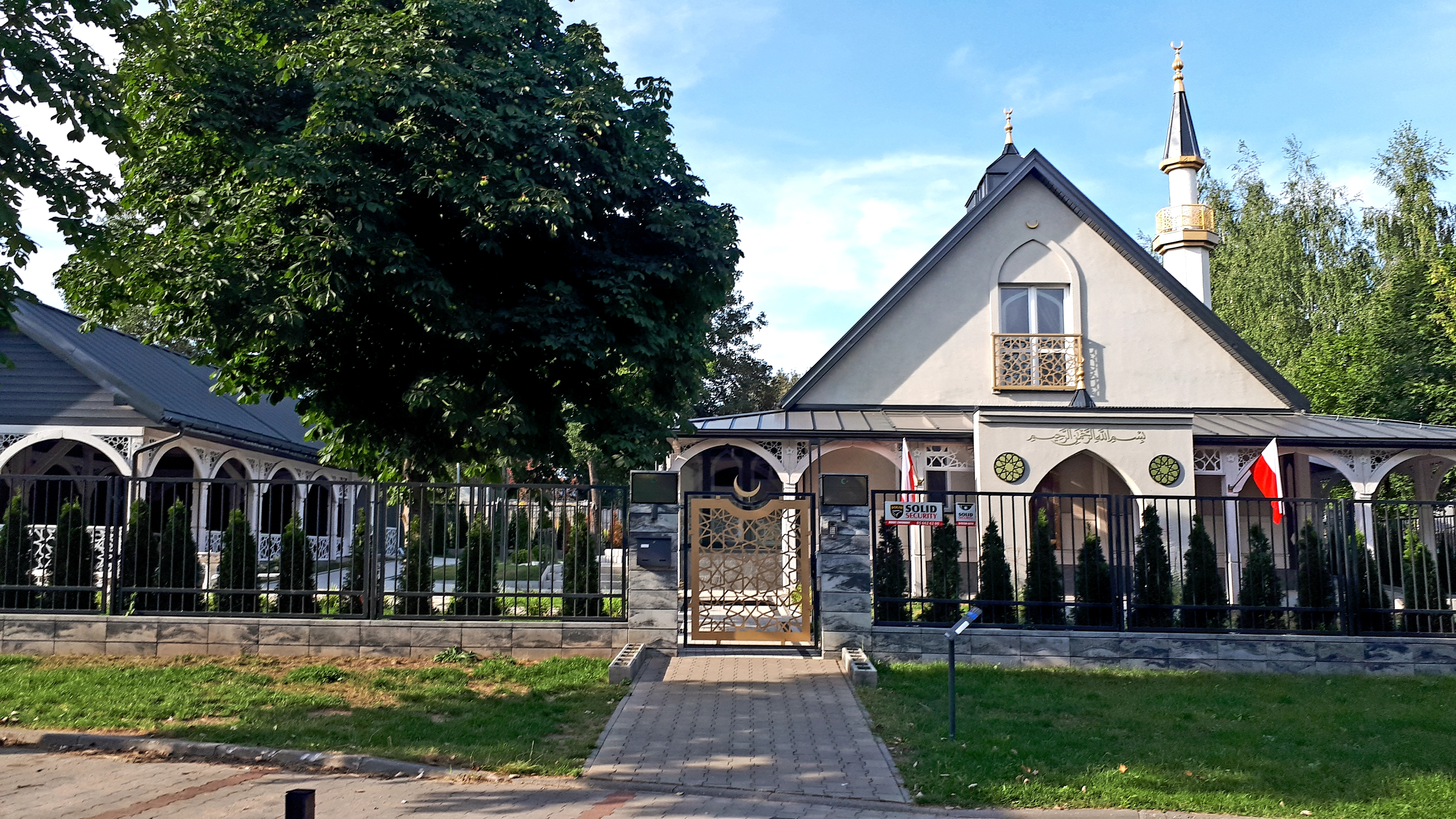
Meczet

- Kościół Ducha Świętego – ul. Sybiraków 2
- Meczet (dawniej Tatarski Dom Modlitwy) - podlegający pod Muzułmańską Gminę Wyznaniową. W budynku meczetu mieści się siedziba Muzułmańskiego Związku Religijnego w RP – ul. Piastowska 13F[4]

### Tereny zielone
- Plac Ducha Świętego - przy kościele Ducha Świętego

### Pomniki
- Pomnik Grób Nieznanego Sybiraka[5]

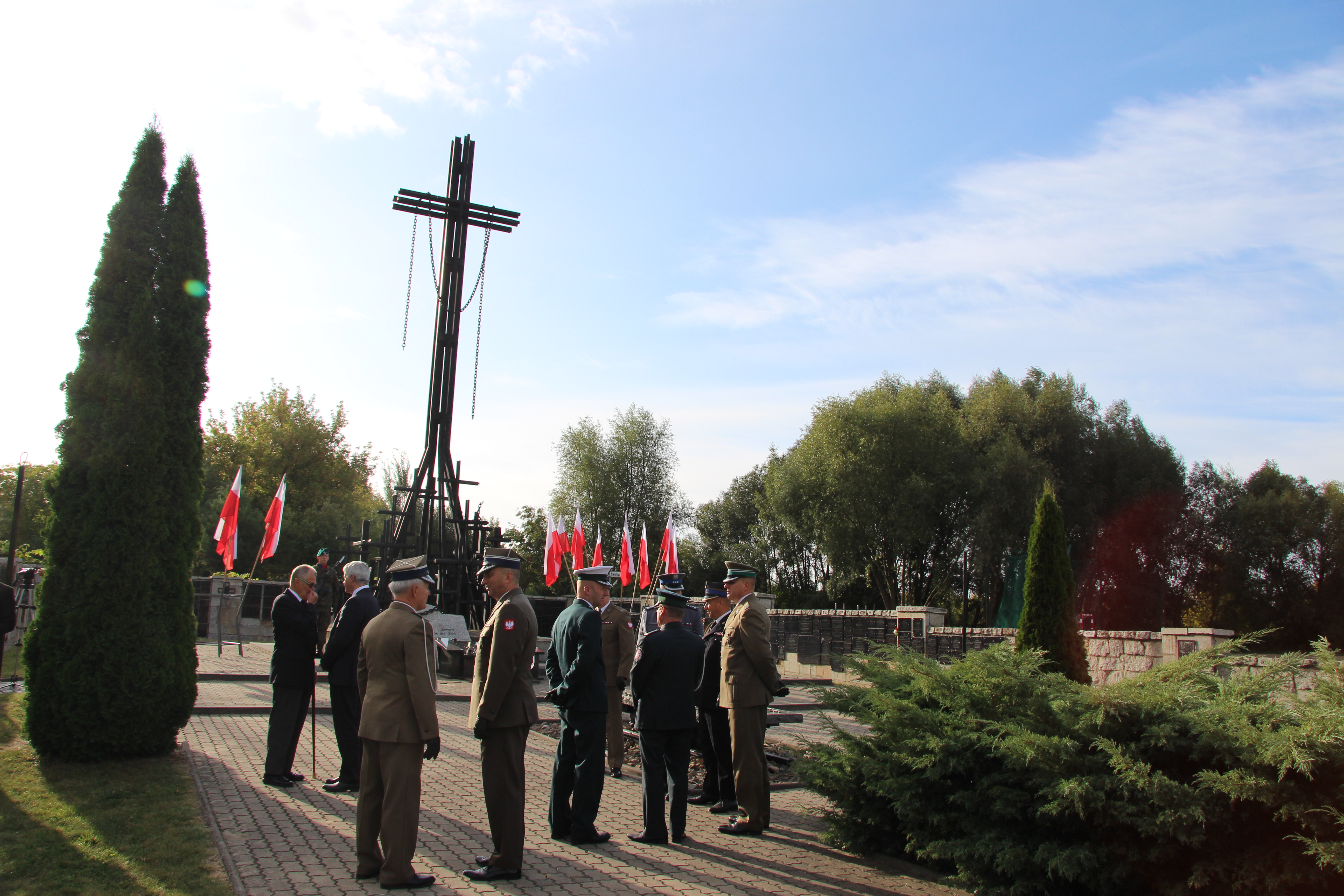
Pomnik Grób Nieznanego Sybiraka

- Tablica z aleją dębów pamięci - upamiętniająca jeńców wojennych zamordowanych przez NKWD w 1940 r.[5]

### Pomniki przyrody
- dąb szypułkowy "Mieszko" - przy ul. Skorupskiej[6]